# 987 (numero)
Novecentottantasette (987) è il numero naturale dopo il 986 e prima del 988

## Proprietà matematiche
- È un numero dispari.
- È un numero composto con 8 divisori: 1, 3, 7,  21, 47, 141, 329, 987. Poiché la somma dei suoi divisori (escluso il numero stesso) è 549 < 987, è un numero difettivo.
- È un numero sfenico.
- È il sedicesimo numero della successione di Fibonacci, dopo il 610, e prima del 1597.
- È un numero palindromo e un numero ondulante nel sistema posizionale a base 11 (818) e in quello a base 29 (151).
- È un numero intero privo di quadrati.
- È un numero nontotiente in quanto dispari e diverso da 1.
- È un numero congruente.
- È parte delle terne pitagoriche (884, 987, 1325), (940, 987, 1363), (987, 1316, 1645), (987, 3240, 3387), (987, 3384, 3525), (987, 7700, 7763), (987, 9916, 9965), (987, 10340, 10387), (987, 23184, 23205), (987, 54116 54125), (987, 69580, 69587), (987, 162360, 162363), (987, 487084, 487085).

## Astronomia
- 987 Wallia è un asteroide della fascia principale del sistema solare.
- NGC 987 è una galassia spirale della costellazione del Triangolo.

## Astronautica
- Cosmos 987 è un satellite artificiale russo.